# Красное (Брасовский район)
Красное — посёлок в Брасовском районе Брянской области, в составе Дубровского сельского поселения. 
 Расположен в 11 км к северо-востоку от села Дубровка, в 6 км к северо-западу от села Добрик. Население — 348 человек (2010).
Имеется отделение связи, сельская библиотека.

## История
До 1852 года на этом месте находилось село Петрилово, а после перенесения Петрилова на нынешнее его место — Александровский хутор, владение Апраксиных (с 1880-х гг. — великих князей Романовых) с винокуренным заводом (состоял в приходе села Литовня). В 1920-е годы на его базе образовался совхоз «Красный Гигант» (отсюда современное название).
До 1975 года входил в Калошичьевский сельсовет, в 1975—2005 гг. — центр Краснинского сельсовета.
В конце XIX века близ Александровского хутора были обнаружены остатки поселения древних кочевых племен (II тысячелетие до н.э.).
| Годы      | 1866 | 1926 | 1979 | 1989 | 2002 | 2010 |
| --------- | ---- | ---- | ---- | ---- | ---- | ---- |
| Население | 17   | 64   | 525  | 497  | 465  | 348  |